# Boris Vukčević
Boris Vukčević (nascut el 16 de març de 1990) és un futbolista alemany descendent de croats que actualment juga al TSG 1899 Hoffenheim.

## Carrera esportiva
Va fer el seu debut en la Fußball-Bundesliga el 23 de maig del 2009 pel TSG 1899 Hoffenheim en un partit contra el FC Schalke 04.